# Kid Omega
Kid Omega (Quentin Quire) — también conocido como Chico Omega en España — es un personaje ficticio que aparece en los cómics estadounidenses publicados por Marvel Comics, generalmente en los que presentan a los X-Men. Quire apareció por primera vez en New X-Men #134 (enero de 2003). Fue creado por el escritor Grant Morrison y el artista Frank Quitely.

## Historial de publicaciones
Quire hizo su primera aparición en New X-Men #134 (enero de 2003). Su primera aparición como Kid Omega y la primera aparición de Omega Gang fueron en New X-Men # 135 (febrero de 2003). Grant Morrison ha citado The Sekhmet Hypothesis como una influencia en la historia, así como la estética punk rock enojada de Quire, refiriéndose a ella en su libro Supergods.

## Biografía ficticia

### Instituto Xavier
Quentin Quire se unió al cuerpo estudiantil del Instituto Xavier después de que el Profesor X regresara de evitar una guerra con Genosha y la reconstrucción de la Mansión X. Inmediatamente se destaca como un intelecto brillante y rápidamente se convierte en el alumno preciado de Xavier. Xavier le enseña a Quire a controlar sus poderes cuando aparecen por primera vez. El alcance y el tipo de sus habilidades mutantes nunca se definen claramente. Quire parece ser un telépata muy poderoso, y las Stepford Cuckoos lo describen como alguien que tiene una "mente transparente", pero no necesariamente se limita a eso.
Quentin a menudo se asocia con Glob Herman y está enamorado de Sophie, una de los Stepford Cuckoos. Sin embargo, algo sobre Quire perturba a las Cuckoos, aunque Emma Frost lo descarta como una rivalidad académica.

### Motín en el Instituto Xavier
Mientras que era un estudiante de Xavier, Quire inventó los flotadores anti-gravedad para Martha Johansson, y puso en evidencia al alumno Slick, mostrando su verdadero cuerpo, feo a los otros estudiantes. En su cumpleaños, Quentin recibió una llamada de sus padres, quienes le dijeron que era adoptado. Esto lo desestabilizó y se fue a la ciudad, a conseguir un corte de pelo que recuerda al de Bolívar Trask. Quire también clamó venganza por el diseñador mutante Jumbo Carnation recientemente asesinado. También debatió con el Profesor X sobre los méritos de su sueño de humanos y mutantes en armonía, y las políticas de la escuela sobre la base de esta idea, cuestionando si Xavier permitiría que cualquier sueño que no sea el suyo propio, pueda existir.
Poco después, Quire y un grupo con ideas afines, visitaron la ciudad y Quire los convence de tomar la droga "Kick". Ellos abordan a un grupo de seres humanos en un callejón y matan o mutilan a todos. En la escuela, Xavier se enfrenta a los estudiantes. Quire y su banda después atacan la central de los U-Men. Al regresar a la escuela, la Banda Omega emboscada al Profesor X con un bate de béisbol. Al día siguiente, cuando la escuela abre sus puertas a los medios de comunicación, Quire proclama públicamente que es "temporada de caza de humanos" y se inicia un motín.
Algunos de los estudiantes se unieron en protesta a Quire por las políticas de Xaviers, pero fueron sometidos por Cíclope, Bestia, Emma Frost y Xorn. Xavier finalmente se liberó del casco y se enfrentó a Quentin. Sin embargo, el altercado no terminó oficialmente hasta que las Stepford Cuckoos, dirigidas por Sophie, utilizan a Cerebra y una dosis de "Kick" para aumentar sus poderes compartidos. Ella se enfrentó Quire, quien confesó que su motivación para la prueba era impresionar a Sophie. Las Cuckoos lo derrotaron con una onda de choque masiva telepática. Desorientado, Quentin se disculpó, diciendo que él comenzó todo debido a su deseo de impresionar a Sophie y cuando su propio sentido de la identidad se interrumpió al descubrir que era adoptado. Emma Frost le castiga por su imprudencia, con la ahora fallecida Sophie en brazos.
Quire fue llevado a la enfermería, donde Bestia trató de estabilizarlo, pero su cuerpo estaba quemado por su propia energía psiónica. Esta fue aparentemente el resultado de sus sobredosis de Kick, que le provocó una mutación secundaria, que cambió su cerebro a un nivel más veloz que el de la luz. Esto, al parecer, le pone en contacto telepático con todo el mundo al mismo tiempo. Al ver que Quire era terminal, el Profesor X llamó a Xorn, que abrió su casco para exponer a Quire a la estrella en su cabeza. Las últimas palabras de Quire cuando Xorn lo "cura" eran vagamente proféticos.

### Plano superior de existencia
Sin embargo, Quire no estaba realmente muerto. Xavier anunció a los estudiantes que él ascendió a un plano superior de existencia. Quentin permanecía en un estado latente en la mesa de laboratorio de Bestia.
Unos meses más tarde, cuando un fragmento de la destrozada Fuerza Fénix regresó a la Tierra, sintió a Quire, pensando que podría ser Jean Grey. Aunque el Fénix no poseyó a Quire, le restauró la conciencia y reconstruyó su cuerpo. Quire, buscó y reanimó el cadáver de Sophie, pero no pudo completar el proceso, así que se puso a buscar a la Fuerza Fénix para poder estar de nuevo con "su amor". Quire encontró al Fénix, que había resucitado a Jean Grey, en una batalla con los X-Men. Quire llegó y liberó un fragmento del Fénix de una cámara de contención donde fue encerrada. Quentin le preguntó al Fénix si podía resucitar a Sophie, y ella accedió. Pero Sophie estaba disgustada con él y optó por regresar a la muerte. Quire rompió en angustia. Quire pidió disculpas a los X-Men por su comportamiento temerario y volvió a su estado no-corpóreo en el contenedor en el laboratorio de Bestia.

### Regreso
Bestia llevó el contenedor de Quentin a su laboratorio en Utopía después de la Mansión X es abandonada. Él encontró su vida en un plano superior muy "aburrida", y decidió convertirse en un villano y en secreto, destruir Utopía, alegando que los X-Men le robaron su idea de crear una nación mutante. Él eligió para hacer su tarea un juego, y seleccionó a Martha Johansson, para ser su archienemiga, dándole siete minutos y medio para detenerlo. Martha trató de alertar a los X-Men y localizar a Quentin, pero él se burló de ella en cada intento Martha se dio cuenta de que Quentin se había infiltrado en Cerebro para destruir la isla y vengarse de las Cuckoos poniéndoles en un bucle mental. Martha se alió con las Cuckoos y rápidamente derrotaron a Quire.

### Cisma
Quire fue liberado secretamente de la cárcel por Kade Kilgore, el nuevo Rey Negro del Club Fuego Infernal. Quire decidió celebrar su nueva libertad infiltrándose en una conferencia internacional de armas en Suiza (donde Cíclope iba a dar una charla), y obligó a los máximos líderes del mundo para revelar sus más profundos y oscuros secretos. Después de este truco, se convirtió en el mutante más buscado en la Tierra, y se refugió en Utopía. En lugar de entregarle al Capitán América, como sugirió Wolverine, Cíclope ordenó a Quire volver a ponerse en contención para ser juzgado.
Tras los acontecimientos del "Cisma", Quire es considerado uno de los peores terroristas del mundo. Wolverine llega a un acuerdo con el Capitán América en llevarlo a rehabilitación en la recién inaugurada "Escuela Jean Grey para Jóvenes Dotados" en Westchester, Nueva York.

### Regenesis
Quentin Quire se une al equipo de Wolverine en Nueva York. Más tarde, mientras ayuda a Wolverine en un "casino espacial" para obtener dinero necesario para la escuela, Quire fue capaz de manifestar y utilizar lo que él llamó una "escopeta psíquica".
Quire enfrentó a Wolverine en una construcción mental de su propia invención, en un intento de mostrar Wolverine que era más duro, y para castigarlo, pero le resultó muy exigente hasta el punto en el que perdió el control de su propia creación, y desató la ira de Wolverine.

## Poderes
Quire es representado inicialmente como un mutante de nivel Omega, que posee avanzadas habilidades telepáticas que le permiten organizar y construir sus pensamientos a ritmos acelerados. Su nivel de influencia psíquica sobre otros depende de la cantidad de personas que desea afectar. Xavier explica que los poderes psíquicos de Quentin son "profundos, sutiles y es capaz de influir en las mentes alrededor de él". Emma Frost también dijo que su mente procesa varios miles de "brillantes" pensamientos por segundo. Dado que Quire estaba bajo la influencia de 'la droga "Kick" durante gran parte de su tiempo en la academia, no se sabe lo mucho que su poder estaba siendo impulsado por sus efectos. Sin embargo, después de los acontecimientos del Cisma, Quire se demuestra con la mayoría de sus poderes telepáticos y telequinéticos todavía intactos, incluso sin "Kick". Sus poderes también parecen seguir desarrollándose, y Quire fue capaz de manifestar y utilizar un "arma psíquica", del mismo modo que otros mutantes (como Psylocke y Rachel Summers).
Quire genera enormes cantidades de energía telequinetica que se manifiesta en forma de tentáculos, y volar a velocidad supersónica.
Quentin Quire ha existido sin un cuerpo, como una forma de energía en el interior de un frasco.

## Otras versiones

### Ha llegado el mañana
Kid Omega aparece como el avatar de la Fuerza Fénix.

### Dinastía de M
Kid Omega es estudiante del Instituto Xavier.

### Era de Apocalipsis
Kid Omega aparece como discípulo del Rey Sombra.

## En otros medios

### Cine
- Un personaje llamado "Kid Omega" aparece en la película X-Men: The Last Stand interpretado por Ken Leung, pero luego es presentado como Quill en lugar de Quentin Quire. Esto fue admitido como un error tipográfico en los comentarios de la película, donde el personaje es denominado "Quill".[15]